# 岐阜県道88号下呂小坂線
岐阜県道88号下呂小坂線 （ぎふけんどう88ごう げろおさかせん）は、岐阜県下呂市三原から同市小坂町小坂町に至る主要地方道（岐阜県道）である。

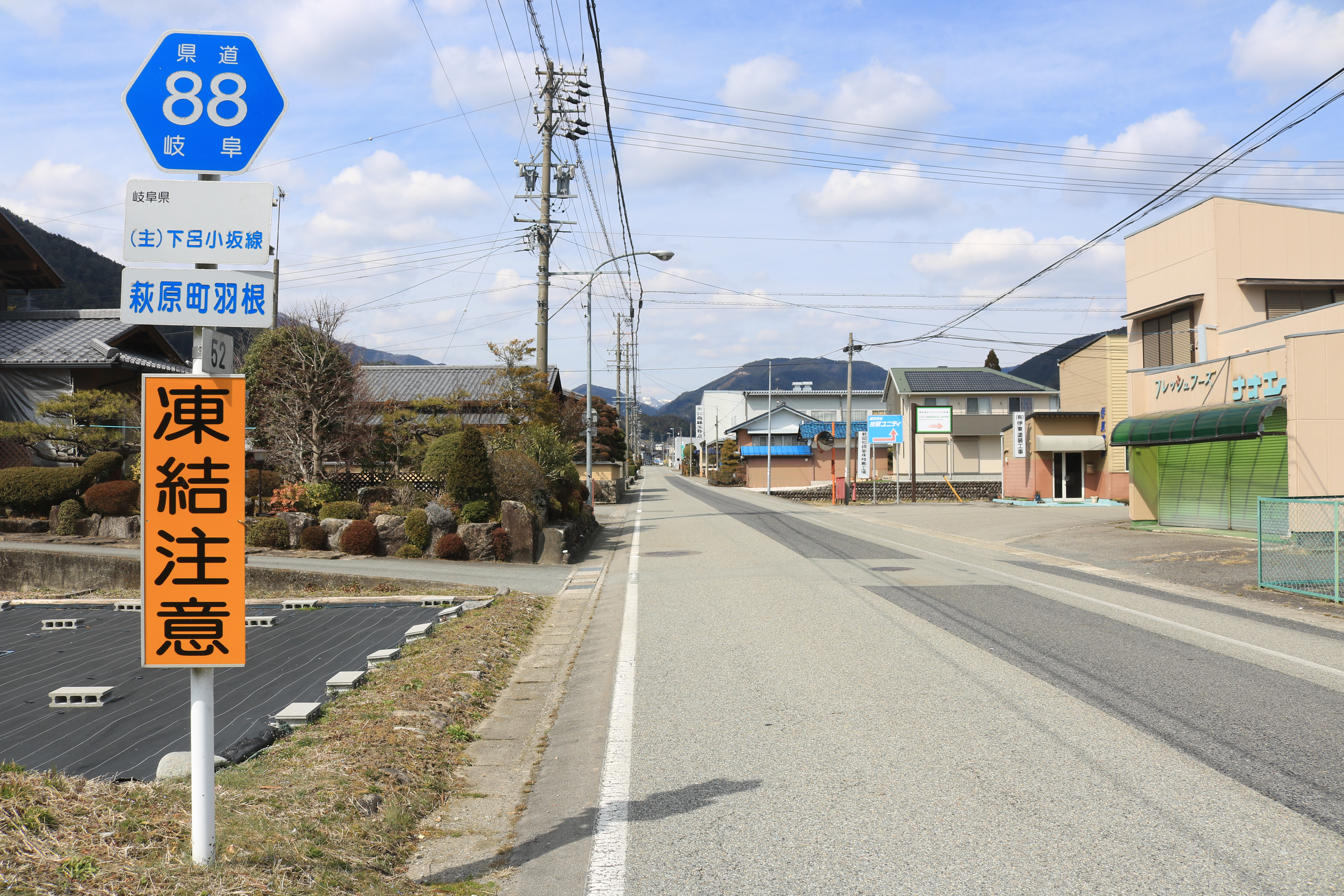
岐阜県道88号下呂小坂線、下呂市萩原町羽根にて

## 概要
起点の下呂市三原の国道41号交点からすぐ少ヶ野トンネル（延長514m）になる。トンネルを出るとJR高山本線とともに飛騨川の右岸に沿って北上する。JR下呂駅前を過ぎると、下呂温泉の旅館やホテルが沿線にいくつか建ち並ぶ。まもなく下呂市萩原地区に入る。萩原市街を右手に見ながら飛騨川右岸に沿い上流に向かい北上する。JR上呂駅の対岸、下呂市萩原町尾崎でしばらく岐阜県道98号宮萩原線と重複している。岐阜県道98号宮萩原線と分かれるあたりで飛騨川が90度大きく東にカーブしており、それに合わせて東に向かう。しばらく進むと下呂市小坂地区に入る。JR飛騨小坂駅前を通過し、はじめて飛騨川を渡る。旧国道41号線にぶつかり、右折する。旧国道41号を起点方向（下呂温泉方面）に戻る形で下呂市小坂町小坂町の国道41号交点が終点。
終点の小坂町小坂町は「おさかちょうおさかまち」と読む。
国道41号が飛騨川左岸を通っているのに対し、県道88号は飛騨川右岸を通る。萩原地区から小坂地区にかけてはところどころ狭隘で、国道41号のバイパス的役割を果たすまでには至っていない。

### 路線データ
- 始点：岐阜県下呂市三原 三原交差点（国道41号交点）
- 終点：岐阜県下呂市小坂町小坂町 小坂温泉郷南口（旧・矢ヶ野）交差点（国道41号交点）
- 総延長：約25.25km
- 主要地方道指定年月日：1982年（昭和57年）4月1日[1]。
- 岐阜県路線認定年月日：1983年（昭和58年）1月28日。

## 重複区間
- 岐阜県道440号乗政下呂停車場線（下呂市少ヶ野 - 下呂市幸田）

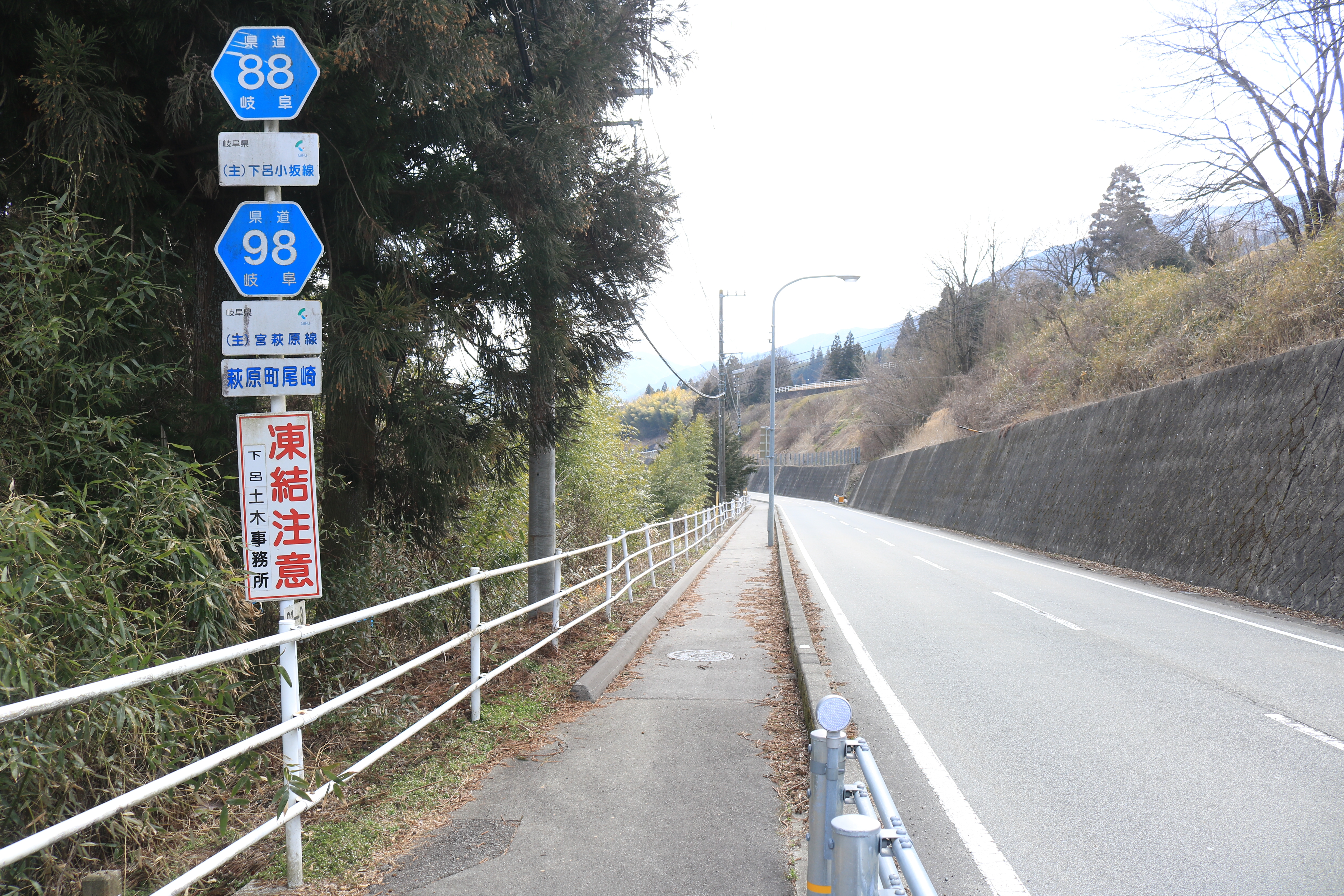
岐阜県道98号宮萩原線との重複区間、下呂市萩原町尾崎にて

- 岐阜県道98号宮萩原線（下呂市萩原町尾崎）
- 岐阜県道441号落合飛騨小坂停車場線（下呂市小坂町大島 - 下呂市小坂町小坂町 小坂町交差点）

## 通過する自治体
- 岐阜県
  - 下呂市

## 接続路線
- 国道41号（下呂市三原 三原交差点）

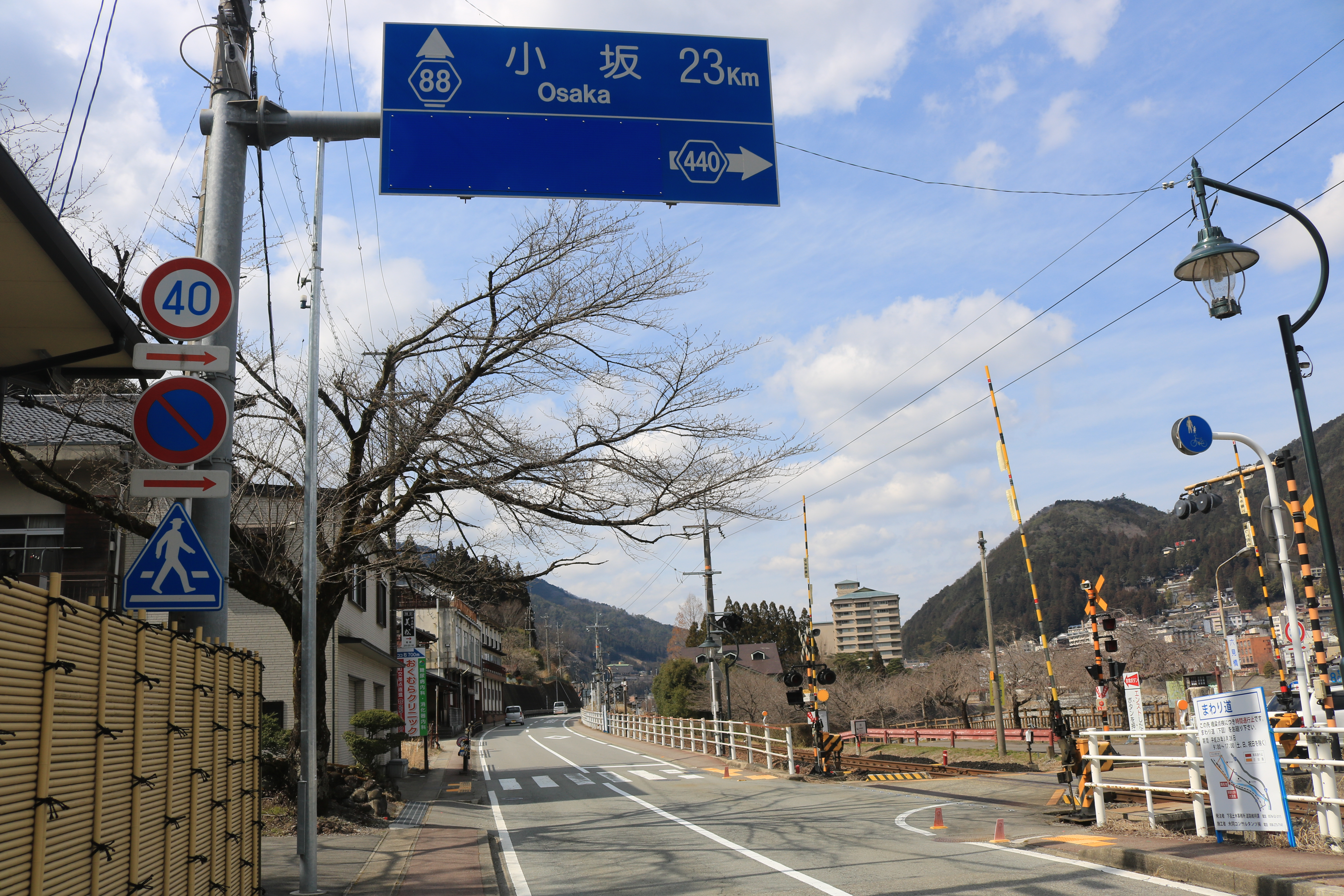
接続する岐阜県道440号乗政下呂停車場線、下呂市少ケ野にて

- 岐阜県道440号乗政下呂停車場線（下呂市少ヶ野）
- 国道257号（下呂市萩原町跡津）
- 岐阜県道98号宮萩原線（下呂市萩原町尾崎）
- 岐阜県道441号落合飛騨小坂停車場線（下呂市小坂町大島、下呂市小坂町小坂町 小坂町交差点）
- 岐阜県道437号湯屋温泉線（下呂市小坂町小坂町 小坂町交差点）
- 国道41号（下呂市小坂町小坂町　矢ヶ野交差点）

## 周辺

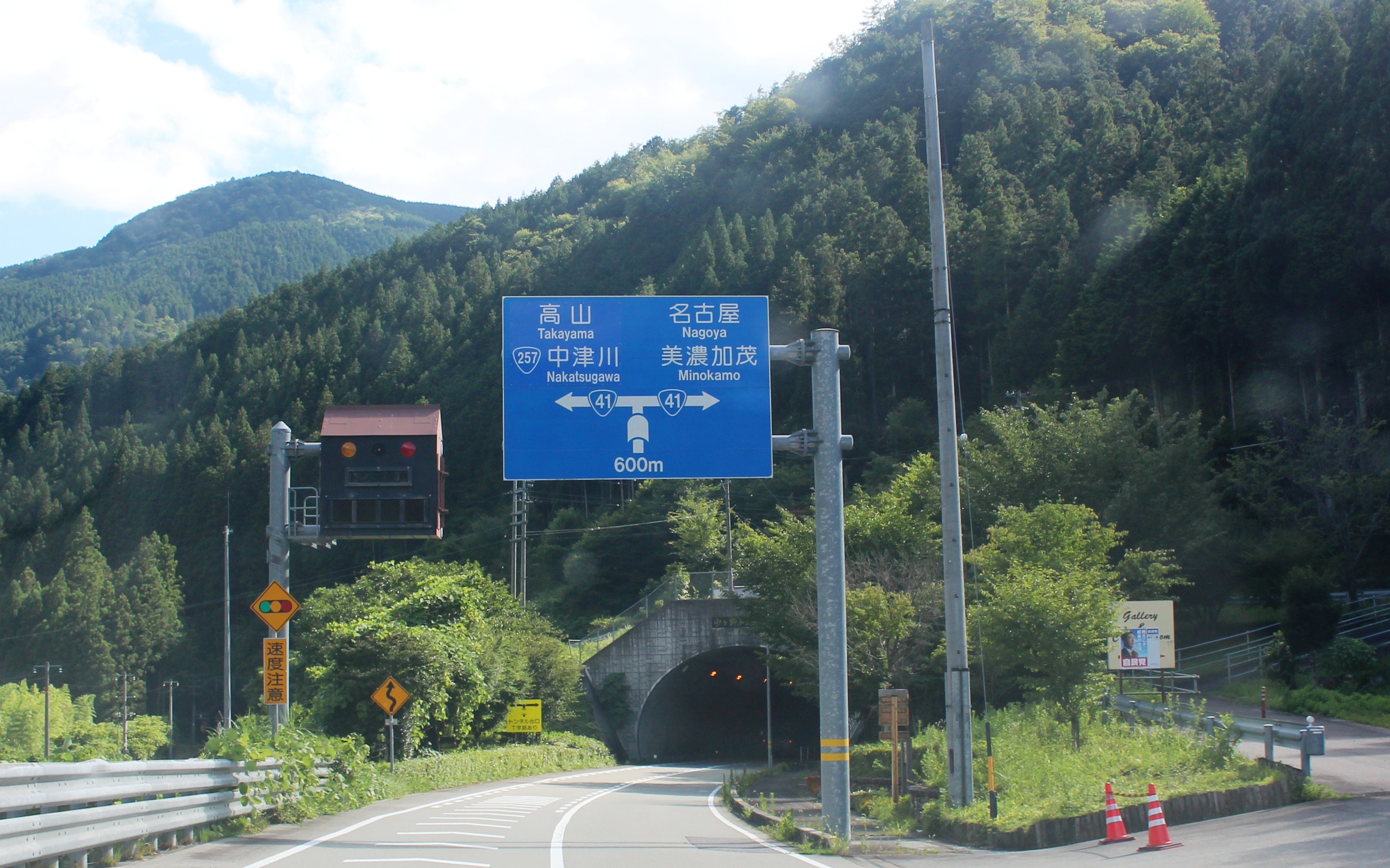
岐阜県道88号下呂小坂線の少ヶ野トンネルの先で国道41号に接続する、下呂市少ヶ野にて

- 少ヶ野トンネル
- JR高山本線下呂駅
- 下呂温泉
- 下呂総合庁舎
- 下呂市立萩原北中学校
- 下呂市立尾崎小学校
- 東上田ダム
- 林野庁中部森林管理局岐阜森林管理署
- JR高山本線飛騨小坂駅
- 下呂市小坂振興事務所

## 別名
- 南飛騨やすらぎ街道（下呂市）